# Francesco Pittaluga
Pour les articles homonymes, voir Pittaluga.
Francesco Pittaluga, né le 11 octobre 1913 à Santa Margherita Ligure et mort le 10 février 2016 dans la même ville, est un rameur d'aviron italien.

## Carrière
Francesco Pittaluga termine quatrième de la finale de quatre sans barreur aux Jeux olympiques d'été de 1936 à Berlin. Il remporte ensuite la médaille d'argent dans cette épreuve aux Championnats d'Europe d'aviron 1938 à Milan.